# Wilhelm Schniewind
Wilhelm „Willy“ Heinrich Karl Schniewind (* 28. März 1890 in Elberfeld; † 22. Juli 1978 in Velbert-Neviges) war ein deutscher Unternehmer und Sportfunktionär.

## Werdegang
Schniewind wurde als Sohn des Textilfabrikanten Friedrich Wilhelm Schniewind (1861–1932) geboren. Er war Inhaber der H. E. Schniewind Seidenwebereien in Haan sowie Mitglied verschiedener Aufsichtsräte.
Neben seiner unternehmerischen Tätigkeit war er Präsident des Deutschen Golf-Verbandes und des europäischen Golfverbandes.
Er war in erster Ehe mit Ilse Boeddinghaus und in zweiter Ehe mit Fänn Henkell (* 1898) verheiratet, einer Tochter von Otto Henkell.

## Ehrungen
- 1966: Großes Verdienstkreuz der Bundesrepublik Deutschland
- Johannes-Rütger-Brüning-Plakette der Stadt Wuppertal